# Río das Antas (Río Grande del Sur)
El río das Antas (en español río de los tapires) es un río brasileño del estado de Río Grande del Sur.
Tiene sus nacientes en los municipios de Cambará do Sul y Bom Jesus (Río Grande del Sur), al extremo este del altiplano de los Campos Gerais.
En las proximidades del municipio de  Muçum, el río das Antas recibe las aguas del Guaropé y pasa a llamarse río Taquari. Desde sus nacientes y hasta recibir el nombre de Taquari, el río recorre una extensión total de 390 kilómetros.

## Características
La cuenca hidrográfica del río das Antas puede ser dividida, tanto geomofológicamente como hidrólogicamente, en dos trechos:
- desde sus nacientes hasta la desembocadura del río Quebra-Dentes (183 kilómetros de extensión);
- desde la desembocadura del Quebra-Dentes hasta la desembocadura del río Guaporé (207 kilómetros de extensión).

- Datos: Q3432725
- Multimedia: Rio das Antas (Rio Grande do Sul) / Q3432725